# 李璋 (乾隆武進士)
李璋，字琳瑯，山西陽曲縣人。清朝乾隆年間軍事將領。同武進士出身。官至廣西右江鎮總兵。

## 生平
乾隆元年（1736年），中式丙辰科三甲武進士。授官守備，從軍征討金川，歸來論功，調任宜章縣。乾隆十九年（1754年），河水暴漲，李璋奉命晝夜防堵，縣城賴以為安，升任施南都司，累遷廣西右江總兵。因緬甸邊境摩擦，備邊雲南，多有勞績，卒於任內。《山西通志》有傳。

## 外部連結
- 李璋 （页面存档备份，存于） 中研院史語所